# Eugénie Droz

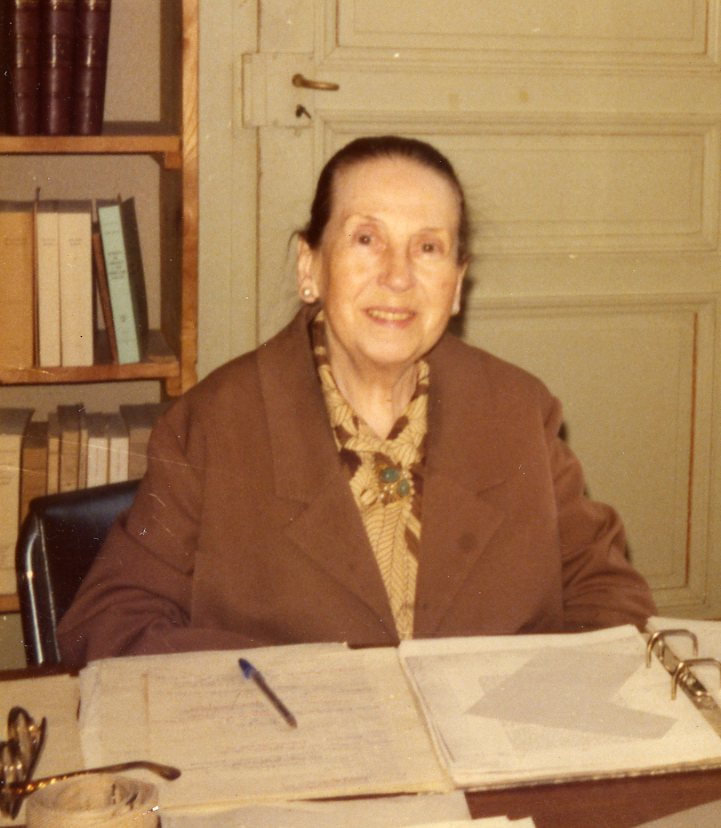
Eugénie Droz

Eugénie Droz (* 21. März 1893 in La Chaux-de-Fonds; † 19. September 1976 in Genf) war eine Schweizer Romanistin und Verlegerin mit den  Wirkungsorten Paris und Genf.

## Leben und Werk
Laure-Eugénie Zahn alias Eugénie Droz (ab 1919, nach dem Geburtsnamen ihrer Mutter) war die Tochter des Verlegers Friedrich Zahn (1857–1919). Sie studierte in Neuchâtel bei Arthur Piaget und in Paris an der École pratique des hautes études (1916–1923). Sie promovierte in Neuchâtel mit der Arbeit Le recueil Trepperel. 1. Les sotties (Paris 1935, 1974). Sie gründete 1924 in Paris die Verlagsbuchhandlung 'Librairie Droz', die sie 1947 nach Genf verlegte und bis 1963 leitete. 1934 gründete sie mit Abel Lefranc die Zeitschrift Humanisme et Renaissance (später Bibliothèque d’Humanisme et Renaissance) sowie 1950 die Reihe Travaux d’Humanisme et Renaissance.
Eugénie Droz war Ehrendoktorin der Universitäten Lausanne, Köln und Freiburg.

## Weitere Werke
- (Hrsg. mit Arthur Piaget): Le jardin de plaisance et fleur de rhétorique. 2 Bde., Paris 1910–1924.
- (Hrsg.) Jean Regnier: Les fortunes et adversitez. Paris 1923.
- (Hrsg.) Alain Chartier: Le quadrilogue invectif. Paris 1923, 1950
- (Hrsg. mit Geneviève Thibault): Poètes et Musiciens du XVe siècle. Paris 1924, 1976.
- (Hrsg. mit Arthur Piaget) Pierre de Nesson et ses œuvres. Paris 1925.
- (Hrsg.) Joan Evans [1893–1977]: La Civilisation en France au Moyen âge. Edition française. Préface de Mario Roques. Paris 1928 (Original u. d. T. Life in Medieval France. Oxford 1925.)
- (mit Claude Dalbanne [1877–1964]), L'Imprimerie à Vienne en Dauphiné au XVe siècle. Paris 1930, 1977.
- (Hrsg. mit Alfred Jeanroy) Deux manuscrits de François Villon, Bibliothèque nationale, fonds français 1661 et 20041. Paris 1932.
- (Hrsg.) Le Comte de Modène et ses correspondants. Documents inédits sur l'émigration 1791-1803. 2 Bde., Paris 1942–1943.
- (Hrsg.) Agrippa d’Aubigné: Le Printemps. 2, Stances et odes. Einführung von Fernand Desonay. Paris 1948–1981.
- (Hrsg. mit Mario Roques) La Farce du Pauvre Jouhan. Pièce comique du XVe siècle. Genf/Paris 1959.
- Barthélemy Berton 1563–1573. Genf 1960.
- La veuve Berton et Jean Portau 1573–1589. Genf 1960.
- (Hrsg. mit Halina Lewicka) Le recueil Trepperel. 2. Les farces. Genf 1961.
- (Hrsg.) Jacques de Constans: l'ami d'Agrippa d'Aubigné. Contribution à l'étude de la poésie protestante. Genf 1962.
- (Hrsg.) Le recueil Trepperel. Fac-similé des trente-cinq pièces de l'original. Genf 1966.
- (Hrsg.) Chemins de l'hérésie. Textes et documents. 4 Bde., Genf 1970–1976.